# Доротея фон Валдек-Вилдунген
Доротея фон Валдек-Вилдунген (на немски: Dorothea von Waldeck-Wildungen; * 25 февруари 1617, Вилдунген; † сл. 1661/1669) е графиня от Валдек-Вилдунген и чрез женитба графиня на Лайнинген-Дагсбург-Фалкенбург-Хайдесхайм.

## Произод
Тя е дъщеря на граф Кристиан фон Валдек-Вилдунген (1585 – 1637) и съпругата му графиня Елизабет фон Насау-Зиген (1584 – 1661), дъщеря на граф Йохан VII фон Насау-Зиген (1561 – 1623) и първата му съпруга Магдалена фон Валдек-Вилдунген (1558 – 1599).

## Фамилия
Доротея фон Валдек-Вилдунген се омъжва на 26 ноември 1641 г. във Фалкенщайн, Пфалц, за граф Емих XIII фон Лайнинген-Дагсбург (1612 – 1658), вдовец на графиня Кристиана фон Золмс-Лаубах († 29 ноември 1638), син на граф Йохан Лудвиг фон Лайнинген-Дагсбург-Фалкенбург (1579 – 1625) и графиня Мария Барбара фон Зулц (1588 – 1625). Тя е втората му съпруга. Те имат децата:
- Емих Кристиан (* 29 март 1642; † 27 април 1702), граф на Лайнинген-Дагсбург-Фалкенбург, женен на 17 юли 1664 г. за Кристина Луиза фон Даун-Фалкенщайн-Лимбург (1640 – 1702)
- Йохан Лудвиг (* 26 февруари 1643; † 2 март 1687), граф на Лайнинген-Дагсбург-Фалкенбург в Гунтерсблум, женен I. на 22 август 1664 г. за графиня Амалия Сибилия фон Фалкенщайн (* 1639), II. 1678 г. за графиня София Сибила фон Лайнинген-Вестербург-Оберброн (1656 – 1724), която се омъжва на 15 ноември 1691 г. за ландграф Фридрих II фон Хесен-Хомбург (1633 – 1708)
- Беатрикс Елизабет (* 7 май 1644; † 4 септември 1644)
- Дитрих (* 20 май 1647; † 1651)
- Анна Елеонора (* 22 май 1650; † 26 октомври 1661)
- Юлиана Александрина фон Лайнинген-Даксбург-Фалкенбург-Хайдесхайм (* 21 август 1651; † 19 април 1703), омъжена I. на 21 юли 1667 г. за ландграф Георг III фон Хесен-Итер (1632 – 1676); II. на 4 юни 1678 г. за ландграф Карл фон Хесен-Ванфрид (1649 – 1711)
- Йохана Поликсена фон Лайнинген-Даксбург-Фалкенбург (* 25 март 1655; † 11 септември 1711), омъжена на 21 септември 1679 г. за пруския майор-генерал шенк Георг Еберхард Шенк фон Лимпург-Шпекфелд (1643 – 1705), син на Георг Фридрих Шенк фон Лимпург-Шпекфелд (1596 – 1651) и Магдалена Елизабет фон Ханау-Мюнценберг (1611 – 1687)